# Área metropolitana de Birmingham–Hoover
El Área Estadística Metropolitana de Birmingham-Hoover o Gran Birmingham es un Área Estadística Metropolitana (MSA) centrada en la ciudad Birmingham, en Alabama, Estados Unidos; definida como tal por la Oficina del Censo de los Estados Unidos. Su población según el censo de 2010 es de 1.128.418 de habitantes.

## Composición
El área metropolitana está compuesta por los condados de:
- Bibb
- Blount
- Chilton
- Jefferson
- St. Clair
- Shelby
- Walker

## Ciudades y pueblos del área metropolitana
El área metropolitana incluye las siguientes ciudades y pueblos:
- Alabaster
- Bessemer
- Center Point
- Clay
- Columbiana
- Fairfield
- Gardendale
- Helena
- Homewood
- Hoover
- Hueytown
- Irondale
- Jasper
- Leeds
- Lipscomb
- Mountain Brook
- Pelham
- Pell City
- Pinson
- Pleasant Grove
- Trussville
- Vestavia Hills
- Woodstock